# Guitalele
En guitalele (eller guitarlele) er en blanding mellem en guitar og en tenorukulele. Den har ukulelens størrelse og guitarens seks strenge. Guitalelen opfattes oftest som en rejseguitar eller en børneguitar.
Instrumentets standard stemning adskiller sig fra en guitars ved at den stemmes: ADGCEA. Det svarer helt til ukulelens fire strenge, men så med to dybere strenge tilføjet. Intervallerne mellem strengene er lige som guitaren, bare en kvart højere, hvilket gør, at man kan spille det samme på den som på guitaren, bare at det så er den kvart højere.
I januar 1997 udkom Yamahas GL1 Guitalele.